# The Future of War
The Future of War – drugi album studyjny niemieckiego zespołu Atari Teenage Riot, wydany 17 marca 1997 roku. W przeciwieństwie do pierwszego albumu, większość partii wokalnych wykonuje współzałożycielka zespołu Hanin Elias. The Future of War został zakazany w rodzimych Niemczech.

## Lista utworów
1. „Get Up While You Can” – 3:28
2. „Fuck All!” – 3:08
3. „Sick to Death” – 3:40
4. „P.R.E.S.S.” – 4:19
5. „Deutschland (Has Gotta Die!)” – 3:02
6. „Destroy 2000 Years of Culture” – 3:51
7. „Not Your Business” – 2:32
8. „You Can't Hold Us Back” – 4:00
9. „Heatwave” – 2:43
10. „Redefine the Enemy” – 3:58
11. „Death Star” – 5:23
12. „The Future of War” – 3:45

Drugie wydanie
1. „She Sucks My Soul Away” – 4:30
2. „Strike” – 3:43
3. „Midijunkies” (Berlin Mix) – 6:20

2012 Remaster
1. „Atari Teenage Riot” (Urban Riot Remix) - 3:10
2. „Children of the New Breed” (Bass Terror Soundsystem Remix) - 6:16
3. „Crash Groove” (Before Digital Hardcore Was Born Mix) - 4:02

## Twórcy albumu
- Alec Empire
- Hanin Elias
- Carl Crack
- Nic Endo